# کانسالیدیتید بی-۳۲ دامینیتور
کانسالیدیتید بی-۳۲ دامینیتور (کانسالیدیتید مدل ۳۴) یک بمب‌افکن راهبردی سنگین آمریکایی بود که برای نیروی هوایی ارتش ایالات متحده در طول جنگ جهانی دوم ساخته شد و آخرین هواپیمای متفقین بود که در جنگ جهانی دوم درگیر جنگ شد. این درگیری منجر به کشته شدن آخرین آمریکایی در نبردهای هوایی در جنگ جهانی دوم شد. این هواپیما توسط شرکت هواپیماسازی کانسالیدیتید به موازات هواپیمای بوئینگ بی-۲۹ سوپرفورترس به عنوان یک طرح جایگزین در صورت عدم موفقیت بی-۲۹ توسعه داده شد. بی-۳۲ تنها در اواسط ماه مه ۱۹۴۵ به واحدهایی در اقیانوس آرام رسید و متعاقباً قبل از پایان رسمی جنگ در ۲ سپتامبر ۱۹۴۵، تنها شاهد عملیات رزمی محدودی علیه اهداف ژاپنی بود. در نتیجه بسیاری از سفارشات موجود از بی-۳۲ اندکی بعد لغو شد و تنها ۱۱۸ فروند از همه انواع این بمب‌افکن ساخته شد.

## کابران
ایالات متحده آمریکا
- نیروی هوایی ارتش ایالات متحده

## مشخصات (بی-۳۲)
داده‌ها از General Dynamics Aircraft and their Predecessors
ویژگی‌های عمومی
- خدمه: ۱۰
- طول: ۸۲ فوت ۱ اینچ (۲۵٫۰۲ متر)
- پهنای بال: ۱۳۵ فوت ۰ اینچ (۴۱٫۱۵ متر)
- ارتفاع: ۳۲ فوت ۲ اینچ (۹٫۸۰ متر)
- مساحت بال‌ها: ۱٬۴۲۲ فوت مربع (۱۳۲٫۱ متر مربع)
- وزن خالی: ۶۰٬۲۷۸ پوند (۲۷٬۳۴۲ کیلوگرم)
- وزن ناخالص: ۱۰۰٬۸۰۰ پوند (۴۵٬۷۲۲ کیلوگرم)
- بیشترین وزن برخاست: ۱۲۳٬۲۵۰ پوند (۵۵٬۹۰۵ کیلوگرم)
- پیشرانه: ۴ عدد موتور شعاعی ۱۸ سیلندر هوا خنک رایت آر-۳۳۵۰ دوپلکس سایکلون, ۲٬۲۰۰ اسب بخار (۱٬۶۰۰ کیلووات)  در هر موتور
- ملخ‌ها: چهارملخه ملخ سرعت ثایت

عملکرد
- حداکثر سرعت: ۳۵۷ مایل بر ساعت (۵۷۵ کیلومتر بر ساعت، ۳۱۰ گره) در ۳۰٬۰۰۰ فوت (۹٬۱۴۴ متر)
- سرعت کروز: ۲۹۰ مایل بر ساعت (۴۷۰ کیلومتر بر ساعت، ۲۵۰ گره) [۳]
- بُرد: ۳٬۸۰۰ مایل (۶٬۱۰۰ کیلومتر، ۳٬۳۰۰ مایل دریایی)
- حداکثر ارتفاع: ۳۰٬۷۰۰ فوت (۹٬۴۰۰ متر) [۳]
- نرخ صعود: ۱٬۰۵۰ فوت بر دقیقه (۵٫۳ متر بر ثانیه)

تسلیحات

- اسلحه‌ها: ۱۰× تفنگ برونینگ کالیبر ۵۰ (۱۲٫۷ میلی‌متر)
- بمب‌ها: ۲۰٬۰۰۰ پوند (۹٬۱۰۰ کیلوگرم)

## همچنین ببینید
توسعه مرتبط
- کانسالیدیتید بی-۲۴ لیبراتور

هواگردهای با عملکرد، پیکربندی و یا دوره زمانی مشابه
- آورو لینکلن
- بوئینگ بی-۲۹ سوپرفورترس
- داگلاس ایکس‌بی-۳۱
- لاکهید ایکس‌بی-۳۰
- مارتین ایکس‌بی-۳۳ سوپر مارودر
- مسرشمیت ام‌ئی ۲۶۴
- توپولف تو-۴

فهرست‌های مرتبط
- List of aircraft of World War II
- List of military aircraft of the United States
- List of bomber aircraft